# Habu (langue)
Pour les articles homonymes, voir Habu et hbu.
Le habu (ou habun) est une langue austronésienne, de la branche malayo-polynésienne, parlée au Timor oriental. Elle est apparentée au tétoum, la langue nationale du pays.

## Classification
Le habu fait partie des langues malayo-polynésiennes centrales.